# Jean-Louis Bruguès
Jean-Louis Bruguès, né le 22 novembre 1943 à Bagnères-de-Bigorre (France), est un religieux dominicain français, évêque émérite d'Angers et ancien archiviste et bibliothécaire du Vatican.

## Biographie

### Formation
À l'issue d'études au cours desquelles il obtient une maîtrise en sciences économiques, un diplôme d'études supérieures (DES) de droit et un diplôme en sciences politiques à l'IEP Paris, Jean-Louis Bruguès se présente au concours de l'ENA auquel il est admissible. Mais il ne se rendra jamais à l'oral et entrera alors dans les ordres. Il deviendra par la suite docteur en théologie.

### Religieux et prêtre
Jean-Louis Bruguès prononce ses vœux solennels comme religieux dominicain le 2 octobre 1972 et est ordonné prêtre le 22 juin 1975. Il est successivement prieur du couvent des Dominicains de Toulouse puis de Bordeaux avant de devenir prieur de la province de Toulouse.
Comme enseignant, il est professeur de théologie morale fondamentale à l'Institut catholique de Toulouse puis à l'Université de Fribourg (Suisse) et membre de la Commission théologique internationale à Rome de 1986 à 2002.
De 1995 à 1997, il  prêche les conférences de Carême à Notre-Dame de Paris à l'invitation du cardinal Jean-Marie Lustiger. Il est élu professeur ordinaire à l'Université de Fribourg (Suisse) en 1997.

### Évêque
Il est nommé évêque d'Angers le 20 mars 2000, et, à ce titre, il devient Chancelier de l'Université Catholique de l'Ouest.
Il est consacré le 30 avril 2000 par le cardinal Pierre Eyt, assisté de Jean Orchampt, son prédécesseur à Angers et de François Saint-Macary, archevêque de Rennes. Au sein de la Conférence des évêques de France, il dirige la commission doctrinale de 2002 à 2007.
Le 10 novembre 2007, il est élevé à la dignité d'archevêque et nommé à la Curie romaine, comme secrétaire de la Congrégation pour l'éducation catholique. Il reste cependant administrateur apostolique du diocèse d'Angers jusqu'au 28 janvier 2008, date de son départ effectif pour Rome.
Le 27 novembre 2007, il est nommé par le pape Benoît XVI, membre du Conseil pontifical pour la pastorale des migrants et des personnes en déplacement.
Le 19 novembre 2009, le pape Benoît XVI le nomme consulteur de la Congrégation pour la doctrine de la foi.
La promotion 2010 de l'Institut catholique d'études supérieures à La Roche-sur-Yon porte son nom.
Le 26 juin 2012, il est nommé à la tête des Archives secrètes du Vatican et de la Bibliothèque apostolique vaticane, poste qu'il conserve six ans. Le 26 juin 2018 est annoncée la fin de sa mission à l'approche de ses 75 ans, âge de retraite théorique des évêques. Il est remplacé à ce poste par José Tolentino Mendonça qui prend ses fonctions le premier septembre 2018.

## Armoiries
| Blason | Blasonnement : Écartelé : aux 1 et 4, d'or à trois étoiles à huit rais de gueules (Brugues) ; aux 2 et 3, d'azur à deux brochets nageants d'argent l'un sur l'autre (L'estang) ; à la bordure gironnée de sable et d'argent (Dominicains). Commentaires : Le chapeau vert des archevêques, duquel pendent de part et d'autre des cordons verts à dix houppes disposées en quatre séries vers le bas : 1, 2, 3 et 4 L'écu est accoté d'une croix pastorale fichée. |

Devise : Gloria tua, Sapientia mea (Ta Gloire, Ma Sagesse).